# Talsperre Chivor
Die Talsperre Chivor (span. Represa de Chivor, gelegentlich auch als „Esmeralda-Damm“ bezeichnet) ist eine Talsperre am Fluss Río Batá (auch Río Garagoa), einem Zufluss des Río Guavio, in Zentral-Kolumbien. Sie liegt in der kolumbianischen Ostkordillere bei den Orten Santa María und Tunja im Departamento Boyacá etwa 90 km ostnordöstlich von Bogotá. Sie wurde 1970–1977 errichtet. Betrieben wird die Anlage von AES Chivor & Cia., einer Tochtergesellschaft von AES Corp.

## Talsperre
Die Talsperre besteht aus einem 237 m hohen Steinschüttdamm mit Tonkern. Die Kronenlänge beträgt 310 m. 

## Stausee
Der Stausee La Esmeralda (span. Embalse La Esmeralda) wird von den Flüssen Río Batá und Río Somondoco gespeist. Des Weiteren erhält der Stausee Zuleitungen von den Flüssen Río Tunjita, Río Negro und Río Rucio. Das Einzugsgebiet umfasst eine Fläche von 2420 km². Die maximale Wasserfläche liegt bei 12,6 km². Der Stausee weist eine Länge von etwa 18 km auf und liegt auf einer Höhe von etwa 1200 m. Der Speicherraum wird mit 758 Mio. m³ angegeben. Durch Sedimentation nimmt dieser jedoch über die Jahre hinweg ab.

## Wasserkraftwerk
Das Wasserkraftwerk Chivor (span. Central hidroeléctrica Chivor ⊙) befindet sich am rechten Flussufer des Río Langupá, einem Nebenfluss des Río Upía. Über eine etwa 7 km lange Rohrleitung wird das Wasser von der Talsperre zu dem weiter östlich gelegenen Kraftwerk geführt. Dieses verfügt über acht Einheiten. Jede verfügt über eine vertikal gerichtete Pelton-Turbine mit einer Leistung von 125 MW, einer Umdrehungszahl von 450/min sowie einer Ausbauwassermenge von 20,25 m³/s. Das Kraftwerk nutzt eine Fallhöhe von 768 m. Unterhalb des Kraftwerks gelangt das Wasser in den Fluss Río Langupá.

## Besondere Ereignisse
Im Jahr 2004 kam es zu einem unerwarteten Starkregenereignis außerhalb der Regenzeit. Der beinahe leere Stausee wurde dabei mit sedimentreichen Fluten gefüllt, die auch in die Einlaufbauwerke gelangten. Da das Wasserkraftwerk nicht sofort abgeschaltet wurde, kam es zu größeren Erosionsschäden an den Turbinen. Die Anlage musste anschließend für Reparaturarbeiten 25 Tage vom Netz genommen werden. Die Mindestwasserspiegelhöhe im Stausee für den Betrieb des Kraftwerks wurde von 1190 m auf 1205 m angehoben.